# Couvent de Feldbach
Le couvent de Feldbach est un monument historique situé à Feldbach, dans le département français du Haut-Rhin.

## Localisation
Ce bâtiment est situé rue de l'Église à Feldbach.

## Historique
À l'origine, l'église était celle d'un prieuré de moniales de l'Ordre de Cluny fondé par le comte Frédéric Ier de Ferrette. Cette fondation est confirmée par une charte de 1145. Le cloître et les bâtiments du prieuré se trouvaient au nord de l'église. La maison du prieur et des chapelains s'élevaient au sud de l'église, en dehors de l'enceinte du prieuré.
À sa création, en 1145, l'église est placée sous la protection de Dieu Tout-Puissant, de la Vierge Marie et de saint Jacques le Majeur. Saint Jacques le Majeur est le patron du prieuré. La communauté de monialeds a été instituée pour prier au repos de l'âme du fondateur, de son épouse, Stéphanie de Vaudemont, et de son fils (mort en croisade, en 1189).
L'église a une triple fonction. À l'origine, elle est l'église conventuelle du prieuré et la nécropole de la famille de Ferrette. Un texte de 1168 indique que l'évêque de Bâle a autorisé les prieurs de Feldbach à baptiser et à enterrer les personnes habitant le territoire de Feldbach qui relevaient auparavant de l'église de Riespach. Un texte de 1411 précise que saint Laurent est le patron de la paroisse. Un pèlerinage consacrée à la Vierge des douleurs se développe dans la partie de l'église réservée à la paroisse à partir du XVe siècle.
Après la mort du dernier comte de Ferrette, en 1324, le comté passe sous la suzeraineté des Habsbourg quand Albrecht II d'Autriche épouse Jeanne de Ferrette. Le prieuré commence à péricliter. En 1466, des troupes bâloises incendient le couvent et l'église. La guerre des Rustauds a porté le coup de grâce au prieuré. Les moniales doivent se réfugier à Bâle. Elle est reconstruite en 1541.
En 1636, le prieuré avec ses biens passent au collège des jésuites d'Ensisheim, puis, après l'expulsion des Jésuites de France, au Collège royal de Colmar.
Le prieuré disparaît en 1790. L'église est depuis affectée au culte paroissial.
Le prieuré placé à côte du Feldbach est soumis à ses crues. C'est le cas en 1721. On relève alors le niveau du sol intérieur de l'église de 40 à 50 cm et l'absidiole nord est détruite. Encore en 1834, et on relève de nouveau le sol pour le porter à 1,10 m.
Plus tard, on perce le mur gouttereau sud par une série de trois ouverture. Les ouvertures semi-circulaires existantes sont prolongées jusqu'au sol. Entre 1840 et 1870, l'absidiole sud est détruite, les deux croisillons du transept sont transformés en sacristie, le bas-côté nord sert de remise.
L'architecte Winkler dirige la restauration de l'église, entre 1887 et 1889. L'abside principale est démolie et reconstruite. Par souci de symétrie, il fait percer trois ouvertures dans le mur nord.
Jorg de Mulhouse construit en 1910 le clocher prévu par Winkler sur le côté nord de l'église.
Une campagne de restauration de l'église est entreprise après 1945.

## Protection
L'édifice fait l'objet d'un classement au titre des monuments historiques depuis 1898.